# جنبش انقلابی استقلال هند
جنبش انقلابی استقلال هند (انگلیسی: Revolutionary movement for Indian independence) بخشی از جنبش استقلال طلبی این کشور است که شامل حرکت‌های مخفیانه و انقلابی می‌شود. گرو ه‌هایی که علیه استعمار انگستان در هندوستان به مبارزه مسلحانه عقیده داشتند در مقابل جنبش نافرمانی مدنی که عمدتاً مسالمت‌آمیز بود و توسط ماهاتما گاندی هدایت می‌شد در این ردیف قرار می‌گیرند. گروه‌های انقلابی عمدتاً در بنگال، مهاراشترا، بیهار، استان‌های متحده و پنجاب تمرکز داشتند. گروه‌های بیشتر دیگری در سراسر هند گسترش یافته بودند.

## آغاز جنبش
به جز چند حادثه ناگوار، شورش مسلحانه علیه حاکمان بریتانیا قبل از آغاز قرن بیستم سازماندهی نشده بودند. با ایده استقلال بنگال در سال ۱۹۰۵ فلسفه و جنبش انقلابی پا به صحنه گذاشت. در آوریل ۱۹۰۶ با تشکیل حزب جگنتار اولین قدم در سازماندهی انقلابیون توسط اوروبیندو گوش، برادرش بارین گوش، بهوپندرانات داتا، لال بال پال و سابود چاندرا مولیکل برداشته شد. حزب جگنتار به عنوان هسته مرکزی حزب آنوشیلان سامیتی، یک سازمان هندی بنگالی که در ابتدای قرن بیستم جنبش انقلابی را به عنوان وسیله‌ای برای پایان دادن به استعمار بریتانیا در هند ترویج می‌کرد ایجاد شد.

## بنگال

### آنوشیلان سامیتی
این حزب توسط پراماتانات تشکیل شد و به حزبی سازمان‌یافته و انقلابی به ویژه در شرق بنگال تبدیل شد. در شرق بنگال حزب آنوشیلان چندین دفتر داشت و فعالیت‌های گسترده‌ای را به پیش می‌برد. آنوشیلان در ابتدا در شاخه کلکته حزب تشکیل شد. در دهه ۱۹۲۰ کلکته از گاندی حمایت کرد. در جنبش عدم همکاری و بسیاری از رهبران برجسته هند و صاحب مناصبان در کنگره ملی هند از مقام‌هایشان کناره‌گیری کردند. آنوشیلان سامیتی بیش از ۵۰۰ شعبه داشت.

## جنگ جهانی اول

### جنبش مشترک آلمانی- هندی
در سال‌های ۱۹۱۴ تا ۱۹۱۷ هنگام جنگ جهانی اول، جنبش مشترک آلمانی- هندی میان ملی گرایان هند، ایالات متحده، آلمان و جمهوریخواهان ایرلندی، با حمایت آلمان به منظور ایجاد یک جنبش پان هندی علیه استعمار بریتانیا در هندوستان شکل گرفت. این جنبش معروف‌ترین حرکت در میان سایر اقداماتی بحساب می‌آید که برای تحریک ناآرامی‌ها و سرنگونی استعمار انگلستان در شبه قاره هند ایجاد شده‌است. در نهایت این جنبش با کار اطلاعاتی انگستان و نفوذ استعمار به داخل آن متلاشی شد و عناصر کلیدی آن نیز دستگیر شدند.

## جنگ جهانی دوم
در طول سالیان سناریو استعمار انگلستان نیز تغییر کرد. انگلیسی‌ها در فکر آن بودند که از هند خارج شوند و با این هدف مذهب سیاسی را وارد دستگاه خود کردند. اصلی‌ترین زمینه سیاسی برای ایده‌های انقلابی چنین بنظر می‌رسید که در مسیری جدید پانهاده است. جنبش‌های انقلابی سازمان‌یافته تا سال ۱۹۳۶ خاموش شده بودند. البته جرقه‌هایی مانند کشتن سر مایکل اودویر در لندن در ۱۳ مارس ۱۹۴۰که مسؤل کشتار جلیان‌والا باغ بود نیز وجود داشت.
در اثنای «جنبش از هندوستان بیرون برو» در سال ۱۹۴۲ فعالیت‌های مختلف دیگری در قسمت‌های مختلف هند وجود داشت. با این حال این فعالیت‌ها رویدادهای گسسته بود و تقریباً هیچ عمل گسترده‌ای که بتواند دولت بریتانیا را بلرزاند صورت نگرفت. هم‌زمان سبهاش چندر بوس ارتش ملی هند را در خارج از این کشور سازماندهی و آن را به داخل خاک هندوستان روانه می‌کرد. در عین حال کنگره ملی هند در حال مذاکره با بریتانیا بود.

## استقلال هند
سرانجام هند در ۱۵ اوت ۱۹۴۷ بعد از خونریزی‌های فراوان از طریق مبارزه مسالمت‌آمیز به استقلال دست یافت.
البته در دوره جدایی هند از استعمار بریتانیا در داخل این کشور و همسایگان آینده او خونریزی، شورش و خشونت  وجود داشت که برای گاندی و انقلابیونی که در استقلال کشورشان دست داشتند تکان دهنده بود.

## برخی از برجسته‌ترین انقلابیون هند
| نام                     | تولد                  | مرگ             | فعالیت                                            |
| ----------------------- | --------------------- | --------------- | ------------------------------------------------- |
| کودیریم بوس             | ۳ دسامبر ۱۸۸۹         | ۱۱ اوت ۱۹۰۸     | ترور مظفر پور                                     |
| چاندرا شکر آزاد         | ۲۳ ژوئیه ۱۹۰۶         | ۲۷ فوریه ۱۹۳۱   | توطئه کاکوری                                      |
| را م براساد بیسمیل      | ۱۱ ژوئن ۱۸۹۷          | ۱۹ دسامبر ۱۹۲۷  | مصادره قطار انگلستان در کاکوری                    |
| بهاگات سینگ             | ۲۷ یا ۲۸ سپتامبر ۱۹۰۷ | ۲۳ مارس ۱۹۳۱    | بمب‌گذاری پارلمان دست نشانده انگلستان در سال ۱۹۲۹  |
| ادهم سینگ               | ۲۶ دسامبر ۱۸۹۹        | ۳۱ ژوئیه ۱۹۴۰   | تیراندازی در کاکستون هال                          |
| وانچیناتان              | ۱۸۸۶                  | ۱۷ ژوئن ۱۹۱۱    | ترور اش مأمور جمع‌آوری مالیات انگلستان در ترونرولی |
| همو کالانی              | ۲۳ مارس ۱۹۲۳          | ۲۱ ژانویه ۱۹۴۳  | خرابکاری در راه آهن                               |
| اشفق الله خان           | ۲۲ اکتبر ۱۹۰۰         | ۱۹ دسامبر ۱۹۲۷  | مصادره قطار انگلستان در منطقه کاکوری              |
| ساچیندرا باشکی          | ۲۵ دسامبر ۱۹۰۴        | ۲۳ نوامبر ۱۹۸۴  | مصادره قطار انگلستان در منطقه کاکوری              |
| مانمات نات گوپتا        | ۷ فوریه ۱۹۰۸          | ۲۶ اکتبر ۲۰۰۰   | مصادره قطار انگلستان در منطقه کاکوری              |
| واسودو بالواند فادک     | ۴ نوامبر ۱۸۴۵         | ۱۷ فوریه ۱۸۸۳   | شورش دکان                                         |
| آنانت لاکزمن کانهر      | ۱۸۹۱                  | ۱۹ آوریل ۱۹۱۰   | تیراندازی به جکسون افسر بریتانیایی                |
| کریشناجی گپال کارو      | ۱۸۸۷                  | ۱۹ آوریل ۱۹۱۰   | تیراندازی به جکسون افسر بریتانیایی                |
| گانش دامودار سوارکار    | ۱۳ ژوئن ۱۸۷۹          | ۱۶ مارس ۱۹۴۵    | جنبش مسلح علیه بریتانیا                           |
| وینایاک دامودار سوارکار | ۲۸ می ۱۸۸۳            | ۲۶ فوریه ۱۹۶۶   | پدر ناسیونالیزم هندو                              |
| باگان جاتین             | ۷ دسامبر ۱۸۷۹         | ۱۰ سپتامبر ۱۹۱۵ | مصادره قطار در هوار- سیبپور توافق هندو-آلمان      |
| باتو کشور دوت           | ۱۸ نوامبر ۱۹۱۰        | ۲۰ ژوئیه ۱۹۶۵   | مجمع مرکزی بمب در سال ۱۹۲۹                        |
| سوکدو تاپار             | ۱۵ مه ۱۹۰۷            | ۲۳ مارس ۱۹۳۱    | مجمع مرکزی بمب در سال ۱۹۲۹                        |
| شیوارام هاری راجگورو    | ۲۴ اوت ۱۹۰۸           | ۲۳ مارس ۱۹۳۱    | ترور جی پی اس ساوندر افسر پلیس انگلیسی            |
| روشان سینگ              | ۲۲ ژانویه ۱۸۹۲        | ۱۹ دسامبر ۱۹۲۷  | مصادره قطار انگلستان در منطقه کاکوری              |
| پاریتیلاتا واده دار     | ۵ مه ۱۹۱۱             | ۲۳ سپتامبر ۱۹۳۲ | حمله پهارتالی باشگاه اروپایی                      |
| جاتیندرا تات داس        | ۲۷ اکتبر ۱۹۰۴         | ۱۳ سپتامبر ۱۹۲۹ | اعتصاب غذا و عملیات لاهور                         |
| دورگواتی دوی            | ۷ اکتبر ۱۹۰۷          | ۱۵ اکتبر ۱۹۹۹   | کارخانه بمب «توالت‌های هیمالیا»                    |
| بهاگواتی چارانوا        | ۴ ژوئیه ۱۹۰۴          | ۲۸ مه ۱۹۳۰      | فلسفه بمب                                         |
| مادان لال دینگرا        | ۱۸ سپتامبر ۱۸۸۳       | ۱۷ اوت ۱۹۰۹     | ترور کورزون ویللی                                 |
| آلوری سیتاراما راجو     | ۱۸۹۷                  | ۷ مه ۱۹۲۴       | شورش رامپا در سال ۱۹۲۲                            |
| کوشال کونوار            | ۱۹۰۵                  | ۱۵ ژوئن ۱۹۴۳    | عملیات خرابکاری در قطار ساروپاتار                 |
| سوریا سن (ماستردا)      | ۲۲ مارس ۱۸۹۴          | ۱۲ ژانویه ۱۹۳۴  | تهاجم به کارخانه تسلیحات چیتاگونگ                 |
| آنانتا سینگ             | ۱ دسامبر ۱۹۰۳         | ۲۵ ژانویه ۱۹۷۹  | تهاجم به کارخانه تسلیحات چیتاگونگ                 |
| سری آروبیندو گاش        | ۱۵ اوت ۱۸۷۲           | ۵ دسامبر ۱۹۵۰   | عملیات بمب‌گذاری در علی پور                        |
| رش بهاری بوز            | ۲۵ مه ۱۸۸۶            | ۲۱ ژانویه ۱۹۴۵  | ارتش ملی هندوستان                                 |
| اوبندولا سیندی          | ۱۰ مارس ۱۸۷۲          | ۲۲ اوت ۱۹۴۴     | توطئه نامه ابریشم                                 |
| یوگس چاندرا چتتری       | ۱۸۹۵                  | ۱۹۶۹            | عملیات کاکوری                                     |
| بیکونتا شوکلا           | ۱۹۰۷                  | ۱۴ مه ۱۹۳۴      | قتل پانیتدرا نات گوش، یکی از حامیان بریتانیا      |
| آمبیکا چاکارابارتی      | ۱۸۹۲                  | ۶ مارس ۱۹۶۲     | حمله به کارخانه اسلحه‌سازی چیتاگونگ                |
| بادال گوپتا             | ۱۹۱۲                  | ۸ دسامبر ۱۹۳۰   | حمله به ساختمان نویسندگان                         |
| دینش گپتا               | ۶ دسامبر ۱۹۱۱         | ۷ ژوئیه ۱۹۳۱    | حمله به ساختمان نویسندگان                         |
| بنوی باسو               | ۱۱ سپتامبر ۱۹۰۸       | ۱۳ دسامبر ۱۹۳۰  | [حمله به ساختمان نویسندگان                        |
| راجندرا لاهیری          | ۱۹۰۱                  | ۱۷ دسامبر ۱۹۲۷  | عملیات کاکوری                                     |
| باریندرا کومار گوش      | ۵ ژانویه ۱۸۸۰         | ۱۸ آوریل ۱۹۵۹   | عملیات بمبگذاری در علی پور                        |
| پرافولا چکی             | ۱۰ دسامبر ۱۸۸۸        | ۱۹۰۸            | Tترور مظفر پور                                    |
| اولاسکار دوتا           | ۱۶ آوریل ۱۸۸۵         | ۱۷ مه ۱۹۶۵      | عملیات بمبگذاری در علی پور                        |
| همچاندرا کانگوو         | ۱۸۷۱                  | ۱۹۵۱            | عملیات بمبگذاری در علی پور                        |
| باساون سینگ (سینها)     | ۲۳ مارس ۱۹۰۹          | ۷ آوریل ۱۹۸۹    | عملیات لاهور                                      |
| باهاوابحوشان میترا      | ۱۸۸۱                  | ۲۷ ژانویه ۱۹۷۰  | شورش غدر                                          |
| بنا داس                 | ۲۴ اوت ۱۹۱۱           | ۲۶ دسامبر ۱۹۸۶  | تلاش برای قتل استنلی جکسون فرماندار بنگال         |
| ویر باهی کوتوال         | ۱ دسامبر ۱۹۱۲         | ۲ ژانویه ۱۹۴۳   | کوتوال داستا، جنبش هندوستان را ترک کن             |
| رانی لاشکمی بای         | ۱۹ نوامبر ۱۸۲۸        | ۱۷ ژوئن ۱۸۵۸    | ترور و توهین به مقامات بریتانیایی                 |
| ام پراکاش ویج           | ۱ ژوئیه ۱۹۳۴          | ۲۳ مارس ۲۰۰۰    | رئیس انجمن مبارزه برای آزادی هندوستان             |